# 2851 Harbin
2851 Harbin è un asteroide della fascia principale. Scoperto nel 1978, presenta un'orbita caratterizzata da un semiasse maggiore pari a 2,4786537 UA e da un'eccentricità di 0,1242550, inclinata di 8,55659° rispetto all'eclittica.